# Humberto VII de Thoire
Humberto de Villars o de Thoire, Humberto (VIII) de Thoire-Villars, senhor de  Thoire et Villars, morreu em 1424 em Trevoux.

## Família
Sucessor de Roberto II de Genebra, o Antipapa Clemente VII, por falta de filho varão da longa família de Amadeu III de Genebra, Humberto toma o título de Conde de Genebra pelo casamento com Maria de Genebra filha de Amadeu III.
Anteriormente já tinha sido casado com Alice de Rossillon, e à morte de Maria, casa-se com Isabeau, filha de João VI de Harcourt. Ainda assim sem descendentes a sucessão passará ao seu tio,  Odon de Thoire,

## Condado de Genebra
Pedro I de Genebra, conde de Genebra no seu testamento de 24 Mar. 1394, designa como herdeiro o filho único da sua irmã, Maria de Genebra, este mesmo Humberto. O irmão de Pedro, Roberto II de Genebra que seria o antipapa, contestou essa sucessão e toma o título, mas compromete-se a fazer de Humberto o seu sucessor.
Quando morre Roberto II de Genebra, Amadeu VIII de Saboia também tem pretensões ao título e espera a morte de Odon de Thoire para anexar o Condado de Genebra à Casa de Saboia.
| Antecessor            | Humberto VIII de Thoire (1342–1424) | Sucessor         |
| --------------------- | ----------------------------------- | ---------------- |
| Roberto II de Genebra | Conde de Genebra 1394–1402          | Odão I de Thoire |